# Межигорско-Пуща-Водицкий заказник
«Межигорско-Пуща-Водицкий заказник» (укр. «Межигірсько-Пуща-Водицький») — лесной заказник местного значения, расположенный на территории Оболонского района Киевского горсовета (Украина). Создан 24 октября 2002 года. Площадь — 2 130 га. Землепользователь — Святошинское лесопарковое хозяйство.

## История
Заказник был создан решениями Киевского горсовета от 24 октября 2002 года № 96/256 с общей площадью 1 987 га. Решением Киевского горсовета от 26 июля 2005 года № 255/3716 и от 29 апреля 2009 года № 531/1587 площадь была увеличена на 143 га до 2 130 га. Заказник создан с целью сохранения ценных природных сообществ. На территории заказника запрещены любая хозяйственная деятельность и в том числе ведущая к повреждению природных комплексов. 6 апреля 2006 года было издано Решение Киевского горсовета № 678 по обустройству заказника (Про виконання робіт з облаштування території лісового заказника місцевого значення "Межигірсько-Пуща-Водицький").
В 2013 году в ходе проверки Киевской прокуратурой деятельности КП «Святошинское ЛПХ» были установлены нарушения требований Земельного кодекса Украины, Закона Украины «О природно-заповедном фонде Украины», требования охранных обязательств и не вынесены в натуре границы данного объекта и ещё 7 объектов ПЗФ (Списокː Пуща-Водицкий и Святошинский лесопарки, памятники природы Романовское болото и Коллекция лесовода Винтера, заказники Межигорское, Межигорско-Пуща-Водицкий, Пуща-Водица, Река Любка)

## Описание
Заказник расположен в Пуща-Водицком лесу и занимает кварталы 3-11, 13-23, 25, 30-34, 36, 51-58, 70-76, 88-91, 99-101, 107, 112-118 Межигорского (кварталы 11, 23, 24, 36, 107, 112, 115-118 частично входят в заказник) и кварталы 2, 3, 9-12, 20-26, 38-44, 56-62, 73 - 76, 78, 90 Пуща-Водицкого лесничеств, что между исторической местностью Пуща-Водица на западе, Большой кольцевой дорогой на юге, улицей Богатырская (автодорогой Р69) на востоке и административной границей с Киевской область на севере. На западе примыкает заказник Межигорское, юге — восточный участок Пуща-Водицкого лесопарка и зона специального отдыха и лечения Пуща-Водицкая. Территория заказника разделена Минским проспектом (автодорога Р02), на участке между Минским проспектом и улицей Богатырская территория на севере ограничивается посёлком ДВС (Водогон), на юге — Редьки-1.
Есть информационные знаки, территория заказника не огорожена.
Как добратьсяː Транспортː 1) до района Пуща-Водица от ст. м. Нивкиː маршрутное такси № 226, 719; от ст. м. Академгородокː автобус № 30 и 391; 2) от ст. м. Героев Днепраː автобус № 340, 350, 355, 398, 795 (поворот на Водогон на Минском проспекте). Близлежащее метроː   Героев Днепра.

## Природа
Леса заказника представлены сосновыми, смешанным и частично лиственными лесами. Флора заказника насчитывает 300 видов растений. Состоят из трёх-четырёхъярусного древостоя, где к верхнему (первому) ярусу относится доминирующая сосна с дубом черешчатым и дуба южным, а ко второму — клён татарский, ясень, рябина, черешня, черёмуха, ирга. Кустарниковый ярус представлен чёрная и красная бузина, лещина, свидина кроваво-красная, крушина ломкая, крушина слабительная. В заказнике крупнейший в Киеве ареал произрастания ландыша майского.
Среди млекопитающих в заказнике живут косули, заяц серый. Тут встречаются различные птицы, пресмыкающиеся, земноводные, насекомые.